# Rimpfischhorn
Rimpfischhorn – szczyt w Alpach Pennińskich, w masywie Allalin. Leży Szwajcarii w kantonie Valais, niedaleko granicy z Włochami. Leży na południe od Allalinhorn. Szczyt można zdobyć ze schronisk Täschhütte (2701 m) oraz Britanniahütte (3030 m). Szczyt otaczają lodowce Allalingletscher i Habelgletscher.
Pierwszego odnotowanego wejścia dokonali Leslie Stephen, Robert Liveing, Melchior Anderegg i Johann Zumtaugwald 9 września 1859 r.